# Paul Hänni
Paul Hänni (* 3. Oktober 1914 in Tavannes; † 1996 in Crans-Montana) war ein Schweizer Leichtathlet.

## Leben
Paul Hänni war zunächst Sportler beim lokalen FC Tavannes. Er startete später als Leichtathlet für den Leichtathletik-Club (LAC) Biel. Er wurde Schweizer Meister über 100 Meter in den Jahren 1934 bis 1937 und im Jahr 1942. Über 200 Meter war er Meister von 1935 bis 1937, 1939 und nochmals 1942. Er verbesserte über 100 Meter den Schweizer Rekord auf 10,6 s, 10,5 s und dann auf 10,4 s, dieser Rekord hatte bis 1960 Bestand. Sein auf 21,4 s und dann 1935 auf 21,2 s verbesserter Rekord über 200 Meter hielt bis zum Jahr 1961.
Bei den Leichtathletik-Europameisterschaften 1934 in Turin wurde er über 100 Meter Vierter. Bei den Olympischen Spielen 1936 in Berlin schied er als Vierter seines Halbfinallaufes über 100 Meter mit 10,7 s aus. Im Final über 200 Meter wurde er hinter Vierfacholympiasieger Jesse Owens, Mack Robinson und Martinus Osendarp Vierter in 21,6 s. Die Schweizer 4-mal-100-Meter-Staffel war als Vierte des Vorlaufs ausgeschieden.
Hänni wohnte seit 1976 in Crans-Montana.